# Weingartia heliosoides
Weingartia heliosoides ist eine Pflanzenart in der Gattung Weingartia aus der Familie der Kakteengewächse (Cactaceae). Der Artname drückt die Ähnlichkeit zu Rebutia heliosa aus, von der sie sich jedoch deutlich unterscheidet.

## Beschreibung
Weingartia heliosoides wächst meist einzeln und bildet selten im Alter Seitentriebe. Der flachkugelige, hellgrüne Körper erreicht einen Durchmesser von bis zu 35 Millimeter (selten bis 40 Millimeter) und bleibt in der Natur flach. Er besitzt eine mehrfach geteilte, bis zu 8 Zentimeter lange Rübenwurzel. Die zierlichen Höcker sind 3 Millimeter lang, 2 Millimeter breit und weniger als 1 Millimeter hoch. Die strichförmig schmalen, weißen Areolen sind 2 Millimeter lang und oben 0,5 Millimeter breit. Sie verjüngen sich nach unten. Die zarten bis zu 25 Dornen sind 1,5 Millimeter lang, gerade oder wenig gebogen und liegen kammförmig am Körper an. Sie bedecken ihn fast vollständig und erscheinen weiß, selten gelblich oder bräunlich mit dunkelbrauner Basis.
Die Knospen erscheinen spiralig in 2 bis 3 Reihen aus den unteren Areolen am Pflanzenkörper. Die Blüten besitzen Durchmesser von 30 bis 40 Millimeter. Die 25 bis 40 Blütenkronblätter sind dunkelgelb (selten hellgelb) gefärbt. Die äußeren Hüllblätter haben rote Spitzen, auch die Blütenröhre und deren Schuppen sind rötlich. Der Griffel ist hellgelb, die Staubfäden gelb.
Die Samen sind mit 0,7 bis 0,9 mal 0,9 bis 1,1 Millimeter klein und dorsal stark gekielt. Die Keimpore (Mikropyle) tritt deutlich hervor.

## Systematik und Verbreitung
Weingartia heliosoides ist im bolivianischen Departamento Chuquisaca, in der Provinz Zudáñez, nördlich von Sopachuy in Höhenlagen von 2350 bis 2550 Metern verbreitet. Die Pflanzen wachsen auf verwittertem silikatischen Sandstein. Sie ist mit Weingartia crispata vergesellschaftet.
Die Erstbeschreibung als Sulcorebutia heliosoides wurde 2008 durch Peter Lechner und Alfred Draxler veröffentlicht. Günter Hentzschel und Karl Augustin stellten die Art 2008 in die Gattung Weingartia.

## Nachweise